# Waldemar Łysiak
Waldemar Wojciech Konrad Łysiak (ur. 8 marca 1944 w Warszawie) – polski pisarz, publicysta, eseista, architekt.

## Życiorys
Waldemar Łysiak jest synem inżyniera Stanisława Łysiaka oraz Wiktorii z Kowalewskich. Dwie starsze siostry Łysiaka zginęły w powstaniu warszawskim. Ukończył Liceum Ogólnokształcące im. Bolesława Prusa w Warszawie. W latach 1963–1968 studiował na Wydziale Architektury Politechniki Warszawskiej i uzyskał tytuł inżyniera architekta ze specjalizacją w zakresie konserwacji zabytków. W latach 1968–1971 pracował w państwowym przedsiębiorstwie Pracownie Konserwacji Zabytków. Następnie studiował historię sztuki na Uniwersytecie Rzymskim w latach 1970–1972 oraz w Międzynarodowym Centrum Studiów nad Ochroną i Konserwacją Zabytków w Rzymie w latach 1970–1973. W 1977 obronił na Wydziale Architektury Politechniki Warszawskiej pracę doktorską pt. Doktryna fortyfikacyjna Napoleona, pisaną pod kierunkiem profesora Andrzeja Gruszeckiego. Wykładał historię kultury i cywilizacji na Wydziale Architektury Politechniki Warszawskiej.
Łysiak ożenił się w 1965 roku z Zofią Poisel. Ma troje dzieci; jego syn Tomasz Łysiak został dziennikarzem radiowym i aktorem.
Łysiak jest bibliofilem, jego zbiór zawiera m.in. rękopisy wierszy Norwida oraz jedyny zachowany pierwodruk Trenów Kochanowskiego.

## Twórczość

### Pisarstwo
Pierwszą powieścią była Kolebka wydana w 1974, nagrodzona w konkursie z okazji 50-lecia ZLP i 25-lecia PRL. Po powrocie ze studiów na La Sapienzy napisał esej o Orvieto, który stał się później częścią wydanych w 1974 Wysp zaczarowanych.
Jego kolejne publikacje to książki o tematyce napoleońskiej. Szuańska ballada z 1976 to historia konfliktu pomiędzy Napoleonem Bonaparte i Georges’em Cadoudalem, przywódcą rojalistycznych szuanów. Wydany w 1980 Szachista opisuje fikcyjną próbę porwania Napoleona, którą zaplanowali torysi pod przywództwem Roberta Castlereagh. Uprowadzenia próbowano dokonać przy pomocy Mechanicznego Turka. Inne książki o podobnej tematyce z tego okresu to: Francuska ścieżka (1976), Empirowy pasjans (1977), Cesarski poker (1978).
W 1981 opublikował Flet z mandragory (ukończony w 1978). W 1984 wydał zbiór opowiadań „MW”, pod okiem PRL-owskiej cenzury przemycił opis zbrodni katyńskiej opisując fikcyjny „mord na szwoleżerach polskich w Bourreaugne” („bourreau” to po francusku kat).
Łysiak jest autorem trylogii „łotrzykowsko-heroicznej”, w skład której wchodzą następujące książki: tom 1 – Dobry (1990), tom 2 – Konkwista (1988, opublikowana pod pseudonimem „Valdemar Baldhead”) i tom 3 – Najlepszy (1992). W 2006 ukazał się Najgorszy, zmieniając cykl w czteroksiąg. Choć każda z książek cyklu jest osobnym dziełem, to łączą się ze sobą tematyką, postaciami i stylistyką okładek. Ze względu na okładkę i nawiązanie tytułem mogłoby się wydawać, że cykl ma 5 części, ale wydany w 1990 Lepszy jest pamiętnikiem zmagań autora z cenzurą.
Waldemar Łysiak jest także autorem ośmiotomowego ilustrowanego przewodnika po malarstwie Malarstwo białego człowieka, wydanego w latach 1997–2000 oraz monografii Franka Lloyd Wrighta.
Wydał też cztery publikacje o charakterze publicystycznym – Stulecie kłamców (2000), Rzeczpospolitą kłamców – Salon (2004), dwuczęściowy Alfabet szulerów – Salon 2 (2006) oraz Mitologię świata bez klamek (2008). W pierwszej z nich przedstawia swoją wizję kłamstw występujących jego zdaniem powszechnie w polityce, dotyczących wojny, pokoju, demokracji, ekonomii, dekolonizacji, komunizmu, libertynizmu i relatywizmu.
Rzeczpospolita kłamców – Salon jest z kolei kontynuacją treści poruszanych we wcześniejszych książkach, ale tym razem Łysiak zajmuje się tym, co uważa za kłamliwe w polskim życiu publicznym. Obiektem krytyki stał się w niej m.in. Adam Michnik, Jacek Kuroń, a także środowisko byłego KOR-u nazwane przez niego „różowym salonem”, które jego zdaniem kontroluje polskie media i politykę. Celami krytyki pisarza stali się również polscy laureaci nagrody Nobla: Wisława Szymborska i Czesław Miłosz, którym zarzucał antypolską postawę. W przypadku Miłosza zarzucono mu manipulację cytatami i sfałszowanie intencji autora. W 2005 książka została nominowana do nagrody im. Józefa Mackiewicza.
W Alfabecie szulerów – Salon 2 autor porusza i obszernie opisuje zakłamane jego zdaniem dziedziny polskiego życia publicznego (m.in. gospodarka, historia, lustracja), a także analizuje problemy dzisiejszej Europy i świata – dotyczące m.in. integracji europejskiej oraz demokracji.

### Publicystyka
We wrześniu 1969 roku na łamach „Myśli Społecznej” ukazał się artykuł Łysiaka o Irlandii za czasów napoleońskich. Debiut beletrystyczny nastąpił pod koniec 1972, gdy w miesięczniku „Morze” wydrukowano dwie nowele marynistyczne: Spowiedź galernika i Misja korsarza.
W latach 70. i 80. XX wieku był aktywnym felietonistą, w prasie ukazało się niemal 300 artykułów jego autorstwa. W latach 1976–1981 pisał dla warszawskiej „Stolicy” i „Perspektyw”. Artykuły opisywały między innymi życie codzienne w Polsce oraz jego podróże zagraniczne.
Jako publicysta zajmował się głównie ochroną zabytków. Jego Raport o stanie zabytków został uznany przez Wolną Europę „artykułem miesiąca na kraj”. W swoich felietonach krytykował niedbałość lokalnych władz partyjnych wobec substancji zabytkowej. Zarzucał im uprawianie antyrządowego sabotażu. Dla poparcia zarzutów używał słów pierwszego sekretarza partii Edwarda Gierka o obowiązku szanowania zabytków. Po 13 grudnia 1981 zaprzestał uprawiania publicystyki aż do 1989. Nadal jednak wydawano jego książki.
Łysiak publikował także artykuły publicystyczne na łamach takich pism jak: „Najwyższy CZAS!”, „Nasza Polska”, „Tygodnik Solidarność”, a także w prasie polonijnej. Artykuły te następnie ukazały się w zbiorze pt. Łysiak na łamach… oraz w pięciu kolejnych książkach: Łysiak na łamach 2 i czterech oznaczanych odrębnymi tytułami i podtytułem Łysiak na łamach oraz kolejny numer. Pisał również dla „Gazety Polskiej” i „Niezależnej Gazety Polskiej” jednak po konfliktach z obydwiema gazetami 18 lipca 2007 zerwał współpracę. Po czterech latach przerwy w pisaniu artykułów wrócił do publikowania w prasie. Jego pierwszy felieton po przerwie ukazał się w numerze 11/2011 „Uważam Rze” z 18 kwietnia 2011. Od stycznia 2013 roku jest publicystą tygodnika „Do Rzeczy”.

### Na ekranie
W 1984 roku, w cyklu Teatr Sensacji „Kobra”, Teatr Telewizji przygotował spektakl Selekcja na podstawie opowiadania pod tym samym tytułem z tomu Perfidia (1980). Reżyserem spektaklu był Tadeusz Kijański. W roku 1993 trwały zaawansowane przygotowania do adaptacji filmowej powieści Szachista (1980). Film miał powstać jako koprodukcja Francji, Wielkiej Brytanii, Niemiec i Polski, reżyserować miał Andrzej Kostenko. Do ekranizacji nie doszło. Scenariusz filmu pt. „Szach cesarzowi” znajduje się w zbiorach Filmoteki Narodowej. W lutym 2019 roku Telewizja Polska wyemitowała, adaptację Ceny (2000) w reżyserii Jerzego Zelnika, przygotowaną przez Teatr Telewizji.

## Poglądy
Waldemar Łysiak określa siebie jako człowieka związanego z polityczną prawicą, konserwatystę oraz wierzącego katolika. W swoich publikacjach wyraża pogardę wobec środowisk feministycznych, w kwestiach obyczajowych postuluje surowe wychowywanie dzieci, natomiast w kwestiach geopolityki – antyukraińską politykę rewizjonistyczną. Ukraińców Łysiak określa mianem „niereformowalnych wrogów” oraz „zezwierzęconej azjatyckej dziczy”, a organizatorów Euromajdanu w latach 2013–2014 nazywał „banderowskimi nazistami”.
Dosadność i wulgarność wypowiedzi Łysiaka w przestrzeni publicznej była krytykowana przez badaczy lingwistyki. Mirosław Karwat opisał język używany przez Łysiaka jako „demagogię prostacką”, rozumianą jako „paradoksalną symbiozę widocznej tendencyjności, złej woli […] oraz wspólnego przeżywania – przez nadawcę, jak i wdzięcznych odbiorców takiej krytyki – «prawdy subiektywnej»”. Iwona Benenowska, analizując pogardliwe wypowiedzi Łysiaka wobec Lecha Wałęsy, skonstatowała, że radykalnie różnią się od erudycyjnych pism eseisty o tematyce historycznej i stanowią przykład „chłostania słowem o niskich rejestrach”.